# Charti Kanukow
Charti Badijewicz Kanukow (ros. Харти Бадиевич Кануков, ur. 1883 w okręgu salskim w Obwodzie Wojska Dońskiego, zm. 7 lutego 1933 w Eliście) – działacz państwowy Kałmuckiego Obwodu Autonomicznego.

## Życiorys
W latach 1902–1908 był pomocnikiem nauczyciela i nauczycielem w szkole podstawowej w chutorze Denisowskij w Obwodzie Wojska Dońskiego, a 1907-1908 sekretarzem odpowiedzialnym związku "Sztandar Narodu Kałmuckiego", w 1908 został aresztowany i zwolniony pod nadzór policji. W 1909 został wcielony do rosyjskiej armii, później ponownie był pomocnikiem nauczyciela w Obwodzie Wojska Dońskiego i tłumaczem na Zjeździe Sędziów Pokoju 1 Okręgu Dońskiego w Obwodzie Wojska Dońskiego. Od maja 1918 służył w Armii Czerwonej, od 1918 należał do RKP(b), 1919-1920 był dowódcą i komisarzem Kałmuckiej Brygady Kawalerii w 1 Armii Konnej, a od listopada 1920 do stycznia 1921 pomocnikiem szefa sztabu i szefem wydziału wywiadowczego sztabu 6 Czongarskiej Dywizji Kawalerii 1 Armii Konnej. Od stycznia 1921 do 1924 był doradcą i szefem Wydziału Wywiadowczego Sztabu Mongolskiej Armii Ludowo-Rewolucyjnej, od sierpnia 1925 przewodniczącym Centralnego Komitetu Wykonawczego (CIK) Obwodu Autonomicznego Narodu Kałmuckiego/Komitetu Wykonawczego Rady Obwodowej Kałmuckiego Obwodu Autonomicznego, 1925-1928 stałym przedstawicielem Kałmuckiego Obwodu Autonomicznego przy Prezydium WCIK, a 1928-1933 przewodniczącym Komisji Kontrolnej WKP(b) Kałmuckiego Obwodu Autonomicznego.